# Antonino Arconte
Antonino Arconte (Oristano, 10 febbraio 1954) è uno scrittore, ex militare e agente segreto italiano.

## Biografia
Nato a Oristano da una famiglia di militari di carriera, all'età di sedici anni si arruola come allievo sottufficiale nell'Esercito Italiano nel 1970 e frequenta il 14º Corso AS della Scuola Allievi sottufficiali di Viterbo. Nel settembre dello stesso anno, durante la frequenza del corso, viene selezionato insieme ad altri allievi per far parte dei nuovi quadri del Servizio Informazioni Difesa, il SID, il servizio segreto italiano con struttura militare nato nel 1965 e comandato da quell'anno dal generale Vito Miceli. Questi aveva ricevuto l'incarico da Aldo Moro di organizzare la struttura paramilitare segreta italiana di tipo stay-behind  nota con il nome in codice di Organizzazione Gladio e integrata con le altre organizzazioni simili sorte negli altri paesi della NATO. Arconte venne inserito nel Nucleo G (identificato dal Presidente della Commissione Difesa, Amm. Falco Accame e alcuni giornalisti come "Gladio delle Centurie", perché suddivisa in tre centurie), la parte militare dell'Organizzazione Gladio e una delle 12 branche in cui era stato suddiviso il SID. e fatto transitare nella Marina Militare.

## Le rivelazioni su Gladio e l'attività di scrittore
Nel 1997 pubblica sul web una pagina dal titolo "The Real History of Gladio" e inizia una campagna di divulgazione dei documenti sull'Organizzazione Gladio rimasti in suo possesso in risposta a un attentato alla sua vita subito nel febbraio del 1993.
A New York, il 26 luglio 1998 concede un'intervista al giornalista Stefano Vaccara che la pubblica su "America Oggi", quotidiano in lingua italiana diffuso negli Stati Uniti d'America. L'intervista, pubblicata in due parti su nove pagine, contiene rivelazioni sulla struttura dell'Organizzazione Gladio e riporta alla luce delle esperienze operative dell'agente di Gladio Antonino Arconte, noto con il nome in codice G-71, una panoramica su molti episodi oscuri della recente storia italiana e internazionale.
Le rivelazioni creano l'interessamento di alcuni parlamentari e del Senatore Giulio Andreotti che sollecita un'inchiesta ministeriale al Ministro della Difesa per appurare l'autenticità o meno dei documenti d'epoca pubblicati da numerosi quotidiani italiani e americani. L'inchiesta del SISMI accerta che le accuse di falsità sono solo indizi/informazioni e pone il divieto di divulgazione.
Le inchieste conseguenti della procura militare e civile di Roma si concludono il 7 maggio 2004 con l'archiviazione perché i fatti non sussistono e il GIP di Roma lo riconosce Parte Offesa da ignoti. Nello stesso tempo subisce delle ritorsioni da alcuni giornali che lo diffamano gravemente e che querela il 12 luglio 2005. In seguito a questa L'Unione Sarda, in persona del suo Direttore e del cronista, vengono condannati con Sentenza passata in giudicato in Cassazione il 21 dicembre 2012, per diffamazione aggravata perché hanno pubblicato false notizie tendenti a far credere che Antonino Arconte e l'altro sopravvissuto dell'Organizzazione Gladio, Pier Francesco Cancedda, fossero due falsari. I media italiani non hanno pubblicato, pur informati, la notizia di queste tre condanne e la stessa Unione Sarda non ha pubblicato il dispositivo di condanna, come ordinato dal Tribunale il 1º dicembre 2010. L'intera inchiesta sulla DSSA, "la polizia parallela", fu rivelata dal GIP di Genova e dal GUP di Milano (RG Sent. n.724/11 del 21/03/2011) infondata. Una campagna diffamatoria per la quale sono stati condannati in via definitiva i giornalisti responsabili.  L'ordine dei giornalisti della Sardegna non ha proceduto con le sanzioni disciplinari come stabilito dal codice deontologico della stampa e A. Arconte ha rivolto un esposto all'autorità competente anche contro questi comportamenti lesivi delle norme previste dalla legge istitutiva degli ordini professionali del 1963. Il 18 aprile 2016, la Commissione disciplinare dell'Ordine dei giornalisti della Sardegna, nominata dall'Autorità Giudiziaria in seguito all'Esposto denuncia di Antonino Arconte per negligenza, con sentenza n.40, ha censurato il comportamento del Direttore dell'Unione Sarda, Paolo Figus,  per le violazioni del codice deontologico ben evidenziate dalla sua inchiesta.
Nel dicembre 2001 pubblica la sua autobiografia in "L'Ultima Missione. G-71 e la verità negata" che riepiloga le rivelazioni e i casi giudiziari connessi e illustra le operazioni da agente segreto alle quali l'Arconte ha partecipato. In allegato all'opera un CD Rom contenente l'intero archivio superstite dell'Organizzazione Gladio, che non è stato distrutto nel 1990, come ordinato dal Governo in carica del Sen. Giulio Andreotti.
Nel giugno 2010 pubblica il sequel dell'Ultima Missione, intitolato "Bengasi e dintorni".
Ha collaborato con la Ugo Mursia Editore alla diffusione dell'opera: "L'Ultima Missione di G-71", una nuova edizione aggiornata della vera storia di Gladio e d'Italia, sempre dedicata alle sue passate esperienze nel Nucleo G dell'Organizzazione Gladio, pubblicato da Ugo Mursia editore, il 13 novembre 2013, nella collana "le Nuove Guerre", con la quale Antonino Arconte aggiorna l'intera vicenda che, tuttavia, non si è ancora conclusa e sarà oggetto di un ultimo aggiornamento che completerà la collana "The Real History of Gladio".